# Egao No Mama De
Singles de Aya Ueto
Kaze wo ukete
(2005) Way To Heaven
(2007)
Egao No Mama De est le 13e single de Aya Ueto sorti sous le label Pony Canyon le 15 février 2006 au Japon. Il atteint la 15e place du classement de l'Oricon. Il se vend à 9 546 exemplaires la première semaine, et reste classé pendant 4 semaines, pour un total de 12 888 exemplaires vendus.
Egao no Mama de a été utilisé comme thème de fin pour l'émission Kurii Mushichuu no Tarirarira~n. Egao no Mama de se trouve sur l'album License et sur la compilation Best of Aya Ueto: Single Collection.

## Liste des titres
| 1. | Egao no Mama de                                 | 5:19 |
| 2. | Ueto-Aya-Mega-Mix file 01 Mega-Hits             | 6:34 |
| 3. | Ueto-Aya-Mega-Mix file 01 Prologue of "License" | 8:23 |
| 4. | Egao no Mama de ~Instrumental~                  | 5:14 |